# Học thuộc lòng
Học thuộc lòng hay học vẹt là cách ghi nhớ nội dung từng câu từng chữ qua đọc to, thuần thục tới mức có thể đọc lại diễn cảm trước đám đông mà không cần nhìn vào chữ.

## Những yếu tố ảnh hưởng đến việc học thuộc lòng

### Yếu tố chủ quan

#### Yếu tố tâm lý
- Ảnh hưởng tích cực 
  - Cảm giác vui vẻ: Cảm giác vui vẻ giúp gạt bỏ những vướng bận tâm lý ngoài xã hội, khiến bạn tập trung vào bài học. Thông tin thu thập được trong một quá trình học tập tập trung không những nhiều (tức là đảm bảo về số lượng) mà còn tồn tại lâu (tức là đảm bảo về chất lượng)
  - Lòng đam mê học hỏi: Lòng đam mê học hỏi giúp người học thuộc lòng cảm thấy hứng thú với kiến thức, khiến quá trình học nhanh hơn.
  - Việc xác định mục tiêu học tập rõ ràng: Xác định mục tiêu học tập rõ ràng giúp người học thuộc lòng nhận thức rõ ý nghĩa việc học của mình. Không chỉ riêng học thuộc lòng mà bất kì công việc gì cũng cần có mục tiêu rõ ràng.
- Ảnh hưởng tiêu cực
  - Stress: Khi chịu áp lực lớn, việc học thuộc lòng hầu như không đạt hiệu quả.
  - Không có mục đích học (không thấy được ý nghĩa của việc học): Hậu quả của hiện tượng này là kiến thức học được chỉ bằng hoặc ít hơn và không chính xác so với nguồn kiến thức. Kiến thức học được ấy cũng thường chỉ tồn tại trong một khoảng thời gian ngắn.

#### Yếu tố tư duy
- Ảnh hưởng tích cực: Những người có tư duy tốt có khả năng nhận ra những đặc điểm của thông tin cần học và mối liên hệ của thông tin với những thông tin khác, nên nhanh chóng ghi nhận được thông tin.
- Ảnh hưởng tiêu cực: Tư duy yếu khiến thông tin có thể không được đặt vào một chuỗi gắn kết chặt chẽ. Không tư duy khiến thông tin đứng cô lập và dễ lung lay, dễ đổ. Điển hình cho việc học thuộc lòng thiếu yếu tố tư duy là việc học vẹt (rote learning).

#### Phương pháp học thuộc lòng
Học thuộc lòng thực chất là một quá trình vận động trí não (diễn ra bên trong con người), gồm nhận dạng đặc điểm, tạo mối liên hệ và nhập thông tin vào não. Các phương pháp sau chỉ là quá trình hoạt động bên ngoài:
- Nhắc lại thông tin nhiều lần
- Viết lại thông tin nhiều lần
- Vừa viết vừa nhắc lại thông tin nhiều lần
- Tập trung vào việc học thuộc lòng, loại bỏ điện thoại, máy tính sang một bên
- Nếu siêng hơn thì hãy thức dậy vào 5h sáng và ngồi học, ta có thể nhanh thuộc hơn.
- Học vào những lúc cảm thấy tỉnh táo và dễ tập trung nhất

Tuỳ vào từng dạng thông tin mà sử dụng phương pháp. Nếu thông tin khó nhớ thì nên dùng phương pháp cuối cùng. 
Kết thúc quá trình học thuộc lòng là quá trình vận dụng kiến thức. Nếu kiến thức không được vận dụng thường xuyên, theo thuyết đào thải, nó sẽ mất đi.

### Yếu tố khách quan

#### Phương tiện học thuộc lòng đối với những kiến thức khó
Các kiến thức khó như số liệu, từ vựng,... cần được áp dụng những phương tiện học tập sau:
- Sổ: Ghi chép lại những công thức của các môn quan trọng
- Thẻ nhớ: là những mẩu giấy có màu hoặc không có màu cỡ nhỏ
- Cách sử dụng: ghi chép kiến thức lên mặt giấy, luôn đem theo bên mình, xem lại bất cứ khi nào rảnh rỗi. Việc nhắc lại kiến thức một cách liên tục sẽ giúp bạn nhớ được lâu hơn một chút.
- Soạn ra 1 lịch học học nhất định với tất cả các môn, 1 môn có thời gian học là 45'
- Mua những sách nâng cao về làm theo đề bài trong sách, không được mua sách giải sẵn

## Những đối tượng thông tin
- Toán: công thức, định lý, chứng minh định lý
- Lý: công thức vật lý, ký hiệu, đơn vị
- Hoá: tính chất hoá học các nguyên tố, các phản ứng đặc biệt, điều kiện của phản ứng
- Văn: tiểu sử tác giả, thơ, từ Tiếng Việt, dàn ý tập làm văn
- Anh: từ vựng, ngữ pháp
- Sinh: Đặc điểm, chủng loài
- Sử: mốc thời gian, diễn biến
- Địa: số liệu, tài liệu

### Các môn khoa học khác
- Thí nghiệm, tìm hiểu
- Rút ra kết luận